# Kurt Koch (football)
Ne doit pas être confondu avec Kurt Koch (cardinal suisse).
Kurt Koch, né le 2 novembre 1919 et décédé le 9 novembre 2000, est un entraîneur de football allemand.

## Palmarès
Hambourg SV
- Coupe d'Europe des vainqueurs de coupe :
  - Finaliste : 1967-68.